# اوژ
اوژ (به فرانسوی: Ouges) یک کمون در شهرستان Côte-d'Or فرانسه است. جمعیت این شهر ۱٬۱۷۳ نفر در سال ۲۰۰۸ برآورد شده است.